# يوكي ياماغوتشي
يوكي ياماغوتشي (باليابانية: 山口 優樹) (12 ديسمبر 1988 في كاناغاوا في اليابان – )؛ هو لاعب كرة قدم سابق كان يلعب كلاعب وسط.

## وصلات خارجية
- يوكي ياماغوتشي على موقع رابطة كرة القدم اليابانية للمحترفين (اليابانية)